# Бортне (гмина Сенкова)
Бортне́ (русин. Бортне), Ба́ртне (пол. Bartne) — село в Польше, находится на территории гмины Сенкова Горлицкого повята Малопольского воеводства.

## География
Село располагается вблизи от польско-словацкой границы. Село находится в 11 км от административного центра гмины – города Сенкова, в 16 км от административного центра повята – Горлице (укр. Горлиці, Горлицы) и в 115 км от центра воеводства – города Краков.

## История
Впервые село упоминается в 1629 году. В XIX веке в селе действовали мастерские, которые занимались производством каменных придорожных крестов и надгробий. В селе родился Стефан Шкурат, взявший себе шляхетское имя по месту происхождения «Бортнянский» и который был отцом известного композитора Дмитрия Бортнянского.
Во время Первой мировой войны возле села проходила горлицкая операция, о которой свидетельствует близлежащее кладбище, относящееся к так называемым западногалицийским кладбищам.

## Население
В настоящее время население села состоит из поляков и лемков. До окончания Второй мировой войны в селе большинство населения составляли лемки, которые во время Тылявского раскола перешли в православие. После Второй мировой войны часть лемков депортировали в СССР, а другую часть во время операции «Висла» переселили в западную часть Польши. В 1956 году высланные в СССР лемки вернулись на родину.

## Достопримечательности
- Церковь святых святых Космы и Дамиана. Охраняемый памятник архитектуры. В настоящее время является филиалом музея шляхетских родов Карвацианов и Гладышев в Горлице.
- Церковь святых Космы и Дамиана, построенная в 1928 году. Охраняемый памятник архитектуры;
- Кладбище жертв холерной эпидемии 1873 года;
- Воинское кладбище времён Первой мировой войны.
- Каменный амбар первой половины XIX века с коллекцией каменных изделий;
- Каменные кресты 1918 года производства.

## Источник
- Bartne (пол.) в Географическом словаре Царства Польского и других стран славянских, том I (Aa — Dereneczna) от 1880 года